# Degerö Stormyr
Degerö Stormyr este o arie protejată (arie specială de conservare — SAC, sit de importanță comunitară — SCI) din Suedia întinsă pe o suprafață de 137,1 ha, integral pe uscat.

## Localizare
Centrul sitului Degerö Stormyr este situat la coordonatele 64°10′39″N 19°34′21″E / 64.1776°N 19.5724°E.

## Înființare
Situl Degerö Stormyr a fost declarat sit de importanță comunitară în ianuarie 1997 pentru a proteja un număr necunoscut de specii din flora spontană și fauna sălbatică aflate în arealul zonei. Situl a fost protejat și ca arie specială de conservare în martie 2011.

## Biodiversitate
Situată în ecoregiunea boreală, aria protejată conține 3 habitate naturale: Taiga vestică, Mlaștini turboase de tranziție și turbării mișcătoare, Mlaștini împădurite.
La baza desemnării sitului se află un număr nedeclarat de specii protejate.